# Bataille d'al-Tel
Guerre civile syrienne
Batailles
La bataille d'Al-tel est un événement militaire de la guerre civile syrienne qui débute peu après la fin de la bataille de Damas. Elle opposa les forces de sécurité syriennes aux rebelles de l'Armée syrienne libre (ASL) dans la ville d'Al-tel du 25 juillet au 17 août 2012.
Al-tel est une ville sunnite située à 8 kilomètres au nord de Damas, la ville est habitée avant l'insurrection par 100 000 personnes.

## Déroulement
Le 25 juillet alors que la bataille de Damas est toujours en cours les rebelles investissent la ville où ils érigent des barricades et fortifient leurs positions.
Le 216e bataillon mécanisé mène la contre-offensive, des centaines de familles quittent alors la ville. Les chars des loyalistes bombardent alors al-Tel, le 27 juillet, le quartier général des insurgés est touché.
Le 10 août, trois journalistes de la chaine Al-Ikhbariya, sont enlevés alors qu'ils faisaient un reportage avec l'armée syrienne. Le lendemain, celle-ci bombarde à nouveau la ville avec des hélicoptères.
Le 15 août, des combats sont signalés à Al-tel, l'agence SANA annonce que des groupes rebelles sont "décimés". Une attaque contre le quartier général de l'ASL à Al-tel permet la libération de l'équipe de journalistes d'Al-Ikhbariya. Durant ce combat, trois chefs rebelles perdent la vie, la journaliste a qualifié "d'inhumaines" les conditions de leur rétention. 9 civils et militaires sont également libérés.
Le 17 août, un reportage d'une chaîne syrienne confirme qu'Al-tel est sous le contrôle de l'armée syrienne.